# Tuhilo Leten
Tuhilo Leten (Tuhilu Leten, deutsch Ober-Tuhilo) ist eine osttimoresische Aldeia im Suco Fahilebo (Verwaltungsamt Bazartete, Gemeinde Liquiçá). 2015 lebten in der Aldeia 99 Menschen.
Tuhilo Leten liegt im Nordwesten des Sucos Fahilebo. Nördlich liegen die Aldeias Fatuneso und Tuhilo Craic. Im Westen grenzt Tuhilo Leten an den Suco Leorema und im Süden an den Suco Liho, der zur Gemeinde Ermera gehört. Die Grenze zu Liho bildet der Fluss Anggou, ein Quellfluss des Rio Comoro. In den Anggou fließt der Ermela, der Grenzfluss zu Leorema.
Das Dorf Tuhilo Leten besteht aus zahlreichen einzeln stehenden Häusern, die sich im Norden der Aldeia verteilen.
2023 wurde Carlos Alves da Silva zum Chefe de Aldeia gewählt.